# Воманді (Вісконсин)
Воманді (англ. Waumandee) — місто (англ. town) в США, в окрузі Баффало штату Вісконсин. Населення — 508 осіб (2020).

## Демографія
Згідно з переписом 2010 року, у місті мешкали 472 особи в 190 домогосподарствах у складі 132 родин. Було 217 помешкань
Расовий склад населення:
| - 97,2 % — білих - 2,3 % — осіб інших рас |

До двох чи більше рас належало 0,4 %. Частка іспаномовних становила 2,3 % від усіх жителів.
За віковим діапазоном населення розподілялося таким чином: 21,8 % — особи молодші 18 років, 60,6 % — особи у віці 18—64 років, 17,6 % — особи у віці 65 років та старші. Медіана віку мешканця становила 45,9 року. На 100 осіб жіночої статі у місті припадало 101,7 чоловіків;  на 100 жінок у віці від 18 років та старших — 110,9 чоловіків також старших 18 років.
Середній дохід на одне домашнє господарство  становив 79 618 доларів США (медіана — 60 556), а середній дохід на одну сім'ю — 90 984 долари (медіана — 74 107). Медіана доходів становила 41 607 доларів для чоловіків та 34 167 доларів для жінок. За межею бідності перебувало 3,9 % осіб, у тому числі 1,3 % дітей у віці до 18 років та 8,6 % осіб у віці 65 років та старших.
Цивільне працевлаштоване населення становило 248 осіб. Основні галузі зайнятості: сільське господарство, лісництво, риболовля — 27,8 %, виробництво — 27,0 %, освіта, охорона здоров'я та соціальна допомога — 10,9 %, роздрібна торгівля — 6,5 %.